# Lominchar
Lominchar es un municipio y localidad española de la provincia de Toledo, en la comunidad autónoma de Castilla-La Mancha. El término municipal tiene una población de 2815 habitantes (INE 2024).

## Geografía

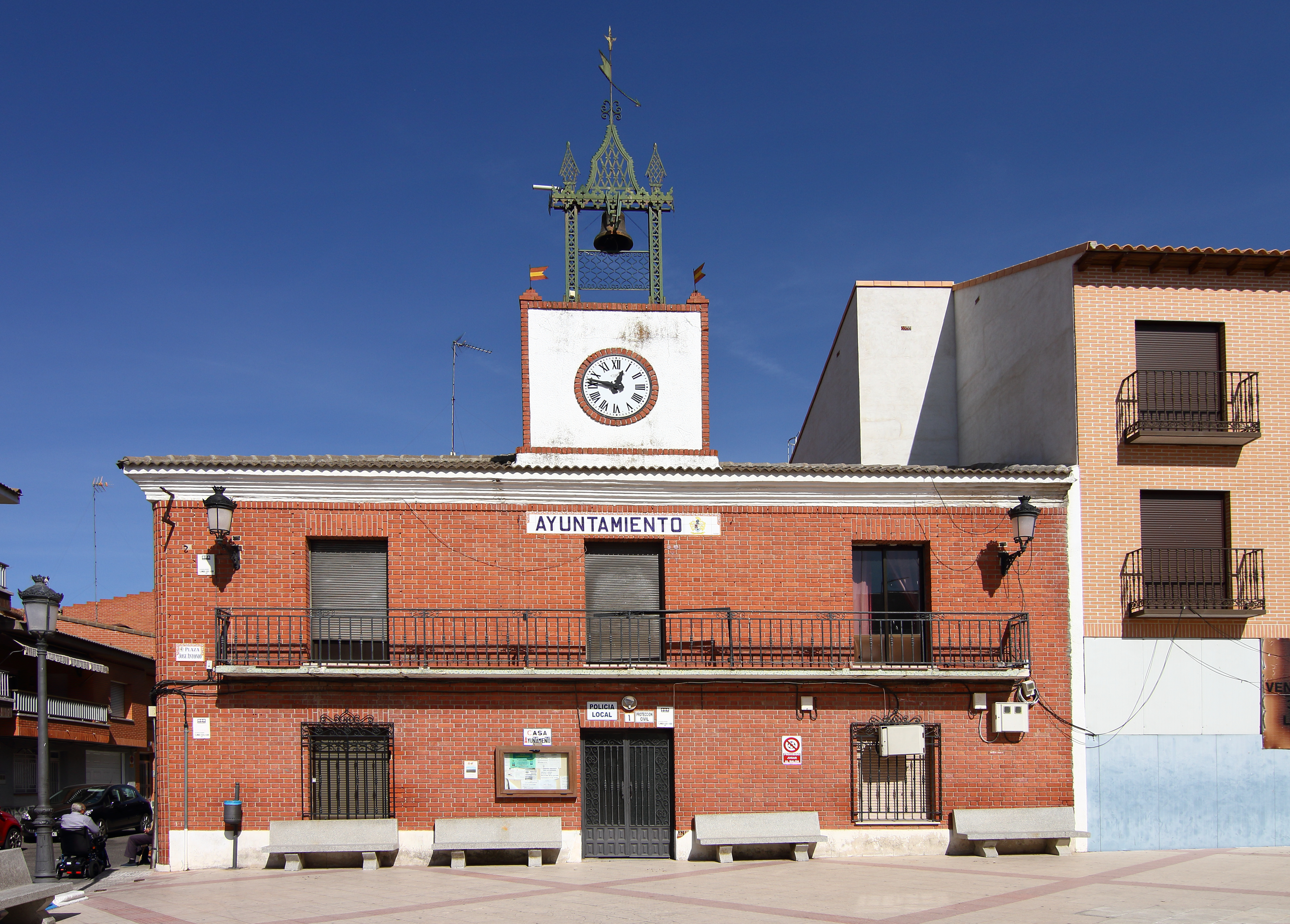
Casa consistorial

El municipio se encuentra situado «en una llanura». Pertenece a la comarca de La Sagra y linda con los términos municipales de Palomeque, Cedillo del Condado, El Viso de San Juan, Yuncos, Recas y Chozas de Canales, todos de Toledo.

## Historia
A mediados del siglo XIX la villa tenía contabilizada una población de 397 habitantes. Aparece descrita en el decimosexto volumen del Diccionario geográfico-estadístico-histórico de España y sus posesiones de Ultramar de Pascual Madoz de la siguiente manera:

VILLANUEVA DE LA SAGRA: v. con ayunt. en la prov. y dióc. de Toledo (4 leg.), part. jud. de Illescas (2), aud. terr. de Madrid (8), c. g. de Castilla la Nueva. sit. en una llanura; es de clima benigno, reinan los vientos O. y se padecen algunas tercianas, tiene 90 casas, la de ayunt. y cárcel en el mismo local; escuela dotada con 1,500 rs. de los fondos públicos, á la que asisten 30 niños de ambos sexos; igl. parr. (San Esteban) con curato de segundo ascenso y de provision ordinaria, y en los afueras la ermita de la Veracruz. Se surte de aguas potables aunque gruesas, en una fuente dentro del pueblo. Confina el térm. por N. con el de Palomeque; E. Cedillo; S. Yunclillos y Recas, y O. Camarena, estendiéndose de 1/2 á 1 leg., y comprende tan solo suertes de labor, que deslinda por el O. el r. Guadarrama, en terreno arenoso y de inferior calidad. Los caminos son vecinales: el correo se recibe en Illescas por balijero tres veces á la semana. prod.: trigo, cebada, algarroba, vino y poco aceite; se mantiene ganado lanar y el de labor, y se cria caza menuda. pobl.: 115 vec., 490 alm. cap. prod.: 471,265 rs. imp.: 13,150. contr.: 15,852. presupuesto municipal: 9,765, del que se pagan 2,200 al secretario, y se cubre con 2,755 por ingresos de propios, y el resto por repartimiento vecinal.
Este pueblo se llama vulgarmente Lominchar.
(Madoz, 1850, p. 216)

Hasta la reforma de la nomenclatura municipal de 1916 el municipio se llamaba Lominchar ó Villanueva de la Sagra. En dicha fecha su nombre fue modificado por el de Lominchar.

## Demografía
Cuenta con una población de 2815 habitantes (INE 2024).
| Gráfica de evolución demográfica de Lominchar entre 1842 y 2021 |
| |
| Población de derecho según los censos de población del INE Población de hecho según los censos de población del INEEn estos censos se denominaba Villanueva de la Sagra o Lominchar: 1842 y 1857 En estos censos se denominaba Lominchar o Villanueva de la Sagra: 1860, 1877 y 1910 |